# Szabolcsbáka
Szabolcsbáka község Szabolcs-Szatmár-Bereg vármegyében, a Kisvárdai járásban.

## Fekvése
Szabolcsbáka Nyíregyházától mintegy 58 kilométerre található az Északkelet-Nyírségben.
A közvetlen szomszédos települések: észak felől Pap, északkelet felől Lövőpetri, délkelet felől Gemzse, délnyugat felől Gyulaháza, északnyugat felől pedig Anarcs. A legközelebbi város Kisvárda, 9 kilométerre északnyugatra.

### Megközelítése
A Kisvárdát Vásárosnaménnyal összekötő 4108-as út mentén fekszik, ezen érhető el mindkét végponti város felől. Vasútvonal nem érinti.

## Története
A község nevét először 1217-ben említik. Birtokosa volt a Bákai, a Zakai és a Senyey család is. Régen kisnemesi település volt, mely a XI. században már két részre, Kis- és Nagybákára oszlott, ez a különállás egészen 1912-ig fennmaradt.

## Közélete

### Polgármesterei
- 1990–1994: László József (független)[3]
- 1994–1994: László József (független)[4][5]
- 1995–1998: László Józsefné (független)[5]
- 1998–2002: László Józsefné (független)[6]
- 2002–2006: László Józsefné (független)[7]
- 2006–2010: László Józsefné (független)[8]
- 2010–2014: László Józsefné (független)[9]
- 2014–2016: Somogyi László (független)[10]
- 2016–2019: Somogyi László (független)[11]
- 2019–2024: Somogyi László (független)[12]
- 2024– : Somogyiné Puskás Tünde (független)[1]

1995. június 18-án időközi választást tartottak a településen, mert a decemberi önkormányzati választáson második ciklusára felhatalmazott László József pár nappal újraválasztását követően elhunyt. A településen 2016. február 7-én időközi polgármester-választást (és képviselő-testületi választást) tartottak, az előző képviselő-testület önfeloszlatása miatt. A választáson a hivatalban lévő polgármester is elindult, és három jelölt közül, nagy fölénnyel meg is nyerte azt.

## Népesség
A település népességének változása:
| Lakosok száma | 1199 | 1181 | 1162 | 1083 | 1146 | 1108 | 1103 |
|               | 2013 | 2014 | 2015 | 2021 | 2022 | 2023 | 2024 |

2001-ben a község lakosságának közel 100%-a magyar nemzetiségűnek vallotta magát.
A 2011-es népszámlálás során a lakosok 93,3%-a magyarnak, 3,9% cigánynak, mondta magát (6,7% nem nyilatkozott; a kettős identitások miatt a végösszeg nagyobb lehet 100%-nál). A vallási megoszlás a következő volt: római katolikus 9,1%, református 69,1%, görögkatolikus 8,6%, felekezeten kívüli 1,1% (10,8% nem válaszolt).
2022-ben a lakosság 85,3%-a vallotta magát magyarnak, 0,4% ukránnak, 0,3% ruszinnak, 0,1% szlováknak, 8,7% egyéb, nem hazai nemzetiségűnek (7,5% nem nyilatkozott; a kettős identitások miatt a végösszeg nagyobb lehet 100%-nál). Vallásuk szerint 11,5% volt római katolikus, 55,4% református, 7,8% görög katolikus, 1,5% egyéb keresztény, 0,2% evangélikus, 0,1% ortodox, 1,4% felekezeten kívüli (21,5% nem válaszolt).

## Nevezetességei
- Egy több, mint 500 éves hársfa, amely nyolc és fél méteres törzskörméretével a második legnagyobb Magyarországon.[17]
- Műemléki védelem alatt álló református fa harangláb[18]
- Református templom
- Helyi védelem alatt álló lakóépületek